# Ленарт в Словенских Горицах
Ленарт в Словенских горицах (словен. Lenart v Slovenskih goricah) је насеље и управно средиште општине Ленарт, која припада Подравској регији у Републици Словенији.
По последњем попису из 2011. године насеље Ленарт в Словенских горицах имало је 2.592 становника.